# Ulrich Le Pen
Ulrich Le Pen (Auray, 23 gennaio 1974) è un ex calciatore francese, di ruolo centrocampista.

## Palmarès
- Coppa di Lega francese: 1

Strasburgo: 2004-2005